# Васильев, Пётр Павлович (режиссёр)
Пётр Павлович Васи́льев (1908—1994) — советский театральный режиссёр. Заслуженный деятель искусств РСФСР (1950). Лауреат Сталинской премии третьей степени (1950).

## Биография
Сценическую деятельность начал в 1927 году в Государственной профклубной мастерской в Москве. В 1932 году по окончании ЦЕТЕТИСа был приглашён во вновь организованный Уральский театр Красной Армии (Свердловск), был его руководителем. Режиссёр Куйбышевского театра (1935—1943), Саратовского ТЮЗа (1943—1948), главный режиссёр Ярославского театра (1948—1953); с 1953 года работал в МАТС, МДТ имени М. Н. Ермоловой. С 1958 года — главный режиссёр МДТ имени Н. В. Гоголя.
С 1933 года занимался педагогической деятельностью.
- Брат — Александр Павлович Васильев (советский театральный художник)
- Сын — Владимир Петрович Васильев (советский актёр театра и кино)

## Театральные постановки
- - КАТД имени М. Горького
- 1940 — «Глубокая разведка» А. А. Крона; «Последние» М. Горького
  - Саратовский ТЮЗ
- 1943 — «Мещане» М. Горького
- 1944 — «Доходное место» А. Н. Островского
- 1945 — «Недоросль» Д. И. Фонвизина
- 1947 — «Беспокойная старость» Л. Н. Рахманова
- 1948 — «Ревизор» Н. В. Гоголя
  - ЯГАДТ имени Ф. Г. Волкова
- «Горе от ума» А. С. Грибоедова
- «Лес» А. Н. Островского
- «Вишнёвый сад» А. П. Чехова
- «Егор Булычов и другие» М. Горького
- «Машенька» А. Н. Афиногенова
- «Настя Колосова» В. В. Овечкина
- 1949 — «Заговор обречённых» Н. Е. Вирты
- 1953 — «Сомов и другие» М. Горького (первая постановка)
- 1955 — «Пролог» А. П. Штейна (МДТ имени М. Н. Ермоловой).
- 1957 — «Достигаев и другие» М. Горького (ЧГТД имени С. М. Цвиллинга)

## Награды
- Орден «Знак Почёта» (11 июля 1950)[1].
- Заслуженный деятель искусств РСФСР (1950).
- Сталинская премия третьей степени (1950) — за спектакль «Заговор обречённых» Н. Е. Вирты (1949), поставленный на сцене Ярославского ГАТД имени Ф. Г. Волкова.